# Fristdag
Fristdagen är enligt 4 kap 2 § konkurslagen den dag då ansökan om att en gäldenär ska försättas i konkurs kom in till tingsrätten.
I distans- och hemförsäljningslagen (2005:59 9 §) är fristdagen samma dag som konsumenten tar emot varan. Vid telefon- och hemförsäljning har konsumenten ångerrätt genom att meddela näringsidkaren inom 14 dagar eller sju arbetsdagar från fristdagen.

### Fotnoter
1. ↑  https://lagen.nu/1987:672#K4P2